# Special Collection Service
Le Special Collection Service (SCS) est un service de renseignement géré conjointement par la Central Intelligence Agency (CIA) et la National Security Agency (NSA), et spécialisé dans la collecte de renseignement d'origine électromagnétique de manière clandestine. Pour cela, il opère notamment de petites stations d'écoute situées dans les représentations diplomatiques des États-Unis et place clandestinement des équipements d'interception dans des endroits difficiles d'accès. 

## Histoire
La CIA créa le 17 octobre 1949 son propre service spécialisé dans le renseignement d'origine électromagnétique, le Staff D. En janvier 1952, le Staff D (formellement Foreign Intelligence/Staff D ou FI/D) fut attaché au Directorate of Plans nouvellement créé et son directeur était Frank B. Rowlett, qui avait quitté la NSA à cause d'un différend avec son directeur. En juin 1955, le Staff D fut renommé Division D. Le Staff D avait pour rôles l'acquisition d'informations pouvant aider le travail de décryptage de la NSA (en volant du matériel cryptographique, en recrutant des employés du chiffre de pays étrangers, ou en implantant des micros dans les salles de codes), de recevoir les renseignements venant de la NSA, et de mener des opérations clandestines d'interception de communications. 
En septembre 1960, trois techniciens de la CIA furent arrêtés à la Havane alors qu'ils posaient des micros dans une agence de presse chinoise. Un des agents, David L. Christ, un des poseurs de micros les plus expérimentés de la CIA, avait travaillé pour la Division D et avait la réputation de s'être infiltré dans des dizaines d'ambassades européennes et asiatiques. 
Fin 1972, la Division D intercepta des communications téléphoniques internationales entre New York et l'Amérique Latine, sans mandat d'écoute, dans le but de trouver des informations sur le trafic de stupéfiants. L'opération fut annulée car manifestement illégale. 

### Création du SCS
En 1976, Charles Snodgrass, chef du House Appropriations Committee (HAC), avait constaté une duplication sans coordination des efforts de la CIA et de la NSA en matière de SIGINT, et imposa que la NSA supervise les opérations de SIGINT de la CIA. En février 1977, la Division D fut fusionnée avec l’Office of ELINT (OEL) du Directorate of Science and Technology (DS&T) pour former l’Office of SIGINT Operations (OSO), attaché au DS&T,. 
Les opérations d'écoutes de la CIA et de la NSA à partir d'ambassades furent fusionnées en 1978 par un accord entre le directeur de la NSA Bobby Inman, et Barry Kelly, le chef de l'OSO. Le service commun ainsi créé, appelé Special Collection Service (SCS), serait tour à tour dirigé par un officier de la CIA et de la NSA. Le premier directeur fut Roy Burks de la CIA, qui avait été nommé chef du groupe d'opérations de l'OSO à sa création, secondé par William Black de la NSA. Cette fusion ne fut pas sans difficultés, la CIA refusant par exemple de partager des documents car à l'époque le personnel de la NSA ne passait pas systématiquement au détecteur de mensonge. Le personnel de la CIA estimait que le but des postes d'écoutes dans les ambassades était de soutenir les opérations en surveillant l'activité des services de police et de contre-espionnage locaux, alors que ceux de la NSA était d'acquérir directement du renseignement. Le poste d'écoute permettait également de détecter d'éventuels micros adverses placés dans l'ambassade transmettant vers l'extérieur. 
À la mi-1994, du personnel des forces armées fut assignée au SCS, après que les problèmes de couverture diplomatique eurent été résolus. Quatre candidats de l'Air Intelligence Agency (en) (AIA), service de renseignement de l'US Air Force, furent sélectionnées pour participer au programme, appelé Sensor Silver. Le 8 mars 1995, un employé du SCS, Gary C. Durell, et un secrétaire du consulat de Karachi furent tués dans un attentat au Pakistan. Ce pourrait être des représailles à l'arrestation de Ramzi Yousef. Il ne semble pas que les agresseurs connaissaient le rôle de Durell.
Divers auteurs ont conclu depuis la fin de la guerre froide que le renseignement d'origine électromagnétique traditionnel devenait progressivement moins performant, et qu'il était nécessaire de se concentrer sur les méthodes de SIGINT clandestin, qui est la spécialité du SCS. Le SCS souffrirait toujours de rivalité entre la CIA et la NSA, au point qu'un responsable raconta ne pas pouvoir réunir les représentants des deux agences pour un briefing. Dans les mois suivant les attentats du 11 septembre, le SCS fut particulièrement actif. Les postes d'écoutes du SCS situé dans les ambassades et consulats ont été décrits en 2010 comme produisant des renseignements « excellents » en Asie, en Afrique et au Moyen-Orient.

## Opérations

### Interceptions à partir d'ambassades

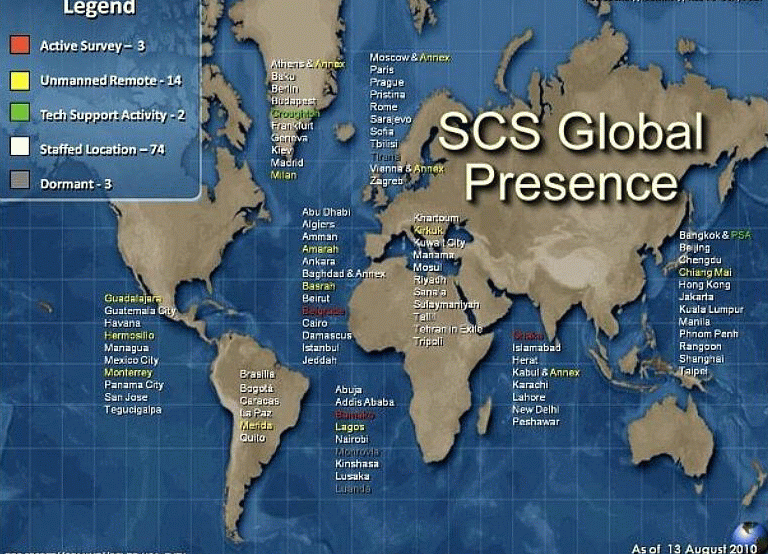
Localisations des sites du Special Collection Service, 13 août 2010

L'existence d'un poste d'écoute dans l'ambassade des États-Unis de Moscou remonte au moins à 1962. En 1966, le New York Times publia une série d'articles sur la collecte SIGINT à partir de l'ambassade des États-Unis de Moscou. Dans les années 1960 et 1970, la station d'écoute installée dans l'ambassade de Moscou intercepta des conversations tenues par des membres du Politburo sur les radiotéléphones de leurs limousines. Après que cette opération, appelée Gamma Guppy, eut été révélée dans un article en septembre 1971, les Soviétiques cryptèrent leurs radiotéléphones. Par ailleurs, ils avaient mis en place depuis le début des années 1960 un bombardement de l'ambassade par micro-ondes pour brouiller les interceptions,. 
Malgré ces difficultés, les Américains parvinrent à intercepter une conversation où Andreï Gretchko donnait des indications importantes à Léonid Brejnev sur les capacités des missiles SS-19 peu avant la signature du traité SALT I en mai 1972. Cependant, en général, les conversations interceptées étaient moins intéressantes, traitant souvent de commérages, mais donnant de bonnes informations sur les personnalités des dirigeants soviétiques. Les Soviétiques intensifièrent le brouillage en 1975 par l'emploi d'équipement supplémentaire permettant un bombardement à la puissance et à la durée nettement augmentées. Cela conduisit à des protestations diplomatiques début 1976, notamment en raison de craintes pour la santé du personnel américain, et au retrait d'une antenne dans l'espoir d'obtenir une action réciproque soviétique. Cela n'eut pas d'effet immédiat, et il n'y eut plus de négociations à ce sujet. À partir de 1978, les Soviétiques dénoncèrent publiquement l'ampleur de l'opération, qui selon eux portait le nom de code Cobra Ace. Finalement, l'ambassade américaine annonça en mai 1979 que le bombardement avait cessé. 
Au milieu des années 1970, les techniciens surveillant les signaux radio à Moscou découvrirent un système de communications par micro-ondes qui reliait le laboratoire Krasnaïa Pakhra de Troïtsk au ministère de la défense à Moscou. Le signal n'aurait dû être captable que par un récepteur situé entre deux antennes-relais et n'apparaissait que lorsqu'il pleuvait, et les techniciens conclurent que les gouttes d'eau causaient assez de diffraction pour qu'une partie des ondes soit déviée de cet axe et se réfléchisse sur les toits métalliques de la ville. Après quelques années, les Soviétiques remplacèrent ce système par des câbles enterrés, que la CIA parvint à mettre sur écoute de 1979 à 1985 au cours d’une opération appelée CKTAW. Lors du putsch de Moscou en août 1991, le poste d'écoute de l'ambassade de Moscou intercepta des communications des bureaux du directeur du KGB et du ministère de la défense soviétique.
Quand les États-Unis ouvrirent un bureau de liaison à Pékin en 1973, la CIA plaça des équipements d'écoute sur le toit pour surveiller les mouvements d'avions et intercepter les communications militaires et civiles. 
Les postes d'écoutes placés dans les ambassades semblent avoir été généralisés après la création du SCS. Fin 1983, environ un tiers des ambassades des États-Unis dans le monde en était doté. Ces postes, ne comptant souvent que des équipes réduites à deux ou trois personnes et appelés Special Collection Elements (SCE), fournissaient des renseignements utiles sur des objectifs politiques situés à proximité, tels que les ministères des pays hôtes. Ils étaient particulièrement efficaces dans les pays d'Europe de l'Est. Un SCE fut ainsi ouvert à Varsovie fin 1981 pour écouter les communications du gouvernement polonais. Dans les années 1980, le SCS écouta depuis Kaboul l'armée et la police afghanes, l'activité sur l'aéroport de Bagram, et de hautes personnalités afghanes. 
Le personnel détaché aux ambassades est sous couverture diplomatique. Il opère depuis des pièces sécurisées, habituellement sans fenêtres et situées au dernier étage de l'ambassade. Le matériel d'écoute est envoyé et rapatrié par valise diplomatique. Les antennes utilisées pour le matériel d'écoute sont souvent camouflées sur le toit, par exemple dans de faux radiateurs ou climatiseurs. 
Un tel poste installé à l'ambassade de Buenos Aires intercepta des communications de l'état-major argentin pendant la guerre des Malouines, informations qui furent passées aux Britanniques. Un autre poste, situé à l'ambassade de Tel Aviv, fut signalé dans la presse dans les années 1980. Il viserait notamment les communications de l'armée et de la police israélienne.

### Opérations clandestines
Le Staff D fut notamment impliqué dans l'opération PBJOINTLY, un tunnel creusé à partir de Berlin-Ouest pour mettre sur écoute des câbles souterrains de communications militaires soviétiques sous Berlin-Est au milieu des années 1950. 
L'ancien agent de la CIA Philip Agee a décrit un programme appelé ZRBEACH menée par la Division D pour assister le travail de décryptage de la NSA lorsqu'il était en poste à Montevideo en 1964. Ce programme comprenait, outre les interceptions depuis la station locale de la CIA, des « stations d'écoute mobiles » placées le plus près possibles de la salle de communications de l'ambassade soviétique pour capter les émanations des machines de codage. Agee a également raconté une opération menée avec deux techniciens de la Division D pour placer des micros dans la salle des codes de l'ambassade de la République arabe unie captant les vibrations des machines de cryptage, permettant de casser leur code. 
Le SCS a opéré au sein de l'United Nations Special Commission (UNSCOM) chargée de vérifier l'élimination des armes de destruction massives de l'Irak. L'UNSCOM avait mis au point en 1996 un système d'écoutes pour essayer de repérer les dissimulations de telles armes par les services de sécurité irakiens en utilisant des scanners radio achetés dans le commerce depuis son quartier-général de l'hôtel Canal à Bagdad ainsi que dans des sacs à dos des inspecteurs. Les interceptions des radios et téléphones cellulaires des services irakiens étaient confiées aux services de renseignement israélien, britannique et américain pour décryptage et interprétation. En mars 1998, les États-Unis prirent l'opération en main unilatéralement. Les services américains, dont le SCS, fournirent un système d'écoute plus sophistiqué, dissimulé et automatisé, dont les renseignements étaient transmis vers Fort Meade par communication satellite via un relai à Bahreïn. Cette opération fut mal perçue par l'UNSCOM car elle ne pouvait contrôler si les États-Unis utilisaient ces renseignements pour d'autres buts que le désarmement - les services de sécurité irakiens surveillés étant également responsables de la protection de Saddam Hussein. Le système d'écoute fut démonté lorsque les inspecteurs de l'UNSCOM quittèrent l'Irak en décembre 1998 et l'opération fuita dans la presse le mois suivant. Parallèlement, le SCS mena une autre opération. L'UNSCOM avait mis en place des caméras vidéo sur environ 300 sites irakiens pour vérifier qu'ils n'étaient pas utilisés pour des activités interdites par l'ONU. En mars 1996, des techniciens américains commencèrent à installer un réseau de stations relais pour retransmettre les images des caméras au QG de l'UNSCOM en temps réel. À l'insu de l'UNSCOM, ces stations relais étaient équipées d'un dispositif d'écoute, et placées près d'importants nœuds des communications militaires irakiennes. 
Le SCS participa également à la livraison d'équipement d'écoute à l'Alliance du Nord en Afghanistan dans les années précédant les attentats du 11 septembre 2001.

### Acquisition de matériel cryptographique
À sa création, une des missions du Staff D était de coordonner la collecte des renseignements destinés à aider les activités de décryptage de la NSA, en recrutant des employés des communications de pays étrangers pour obtenir des informations ou du matériel sur les codes utilisés par ces pays. En 1960, ces activités de la Division D constituaient un projet appelé ZRRIFLE,. 
Le SCS semble toujours engagé dans ce type d'activités. Avec l'évolution des technologies, la cible de ces activités serait passée des crypteurs aux gérants de bases de données et administrateurs système. Cette évolution a également pour conséquence qu'il est plus intéressant de cibler cette information lorsqu'elle est stockée dans une base de données et dans une mémoire, plutôt que lors de sa transmission. L'accès à cette information peut se faire physiquement, ou à distance via les réseaux informatiques.

## Installations
À l'époque de sa création, le SCS logeait dans The Myers Building, un bâtiment sis au 5000 College Avenue, College Park, dans le Maryland. 
Il a déménagé à la fin des années 1980, dans un bâtiment situé au 11600 Springfield Road, Laurel, près de Beltsville dans le Maryland, à une dizaine de kilomètres du siège de la NSA. Il porte à son entrée le sigle CSSG, qui est l'acronyme de Communications Systems Support Group qui sert de nom de couverture administrative au SCS. 
Un site adjacent, la State Annex SA-26, établie au 8101 Odell Road, Beltsville, est le lieu de réception des communications du SCS. 

### Liste des ambassades ayant eu un poste d'écoute
| Lieu         | Période/date d'activité connue                                       |
| ------------ | -------------------------------------------------------------------- |
| Moscou       | 1962-1991                                                            |
| Montevideo   | Poste de la Division D actif « depuis quelques années » en 1964      |
| Beyrouth     | 1967 (manié par une équipe de l'US Army Communications Support Unit) |
| Londres      | Signalé par un analyste ayant été à la NSA dans les années 1960      |
| Le Caire     | 1973                                                                 |
| Damas        | 1973                                                                 |
| Pékin        | créé en 1973, actif en 1989                                          |
| Buenos Aires | 1982                                                                 |
| Canberra     | rapporté en 1980                                                     |
| Tel Aviv     | années 1980                                                          |
| Santiago     |                                                                      |
| Tegucigalpa  |                                                                      |
| Tokyo        | 1983                                                                 |
| Varsovie     | à partir de décembre 1981                                            |
| Kaboul       | 1984, également signalé comme actif en 2012                          |
| Pretoria     | années 1980                                                          |
| Bagdad       | années 1980                                                          |
| Bucarest     | 1989                                                                 |
| Bangkok      | entre 1987 et 1994                                                   |
| Bombay       | entre 1987 et 1994                                                   |
| Djibouti     | entre 1987 et 1994                                                   |
| Bogotá       | 1989                                                                 |
| Caracas      | 1991                                                                 |
| Belgrade     | 1991                                                                 |
| Karachi      | 1995                                                                 |
| Nairobi      | 1996                                                                 |
| Paris        | 2005                                                                 |
| Mexico       | 2010                                                                 |
| Brasilia     | 2010                                                                 |

## Directeurs connus
Chef du Staff D / Division D :
- Frank B. Rowlett : 1952-1958
- William K. Harvey
- Carleton Swift : 1967-1974[60]
- Edward Ryan : ?-février 1977 (disparition de la Division D)[61]

Directeurs du SCS :
- Roy Burks (CIA) : 1978-1980 [62]?
- William B. Black (NSA)[63]

## Services comparables

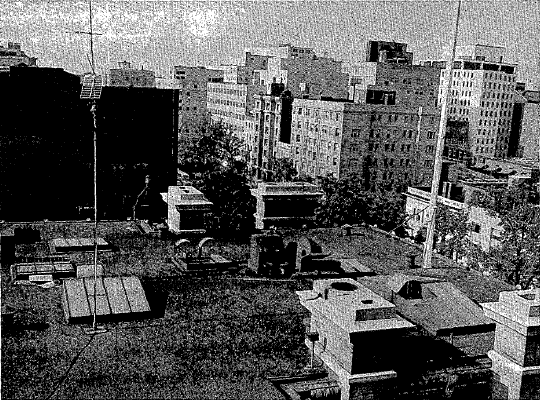
Photo du toit de l'ambassade soviétique de Washington

- Royaume-Uni : Le Secret Intelligence Service (SIS ou MI6) britannique créa en 1953 un service spécialisé dans les opérations techniques, la Section Y, où travailla notamment George Blake et qui prit part à l'opération du tunnel de Berlin-Est[64]. Les services britanniques ont notamment créé un poste d'écoute similaire à celui de leurs homologues américains dans leur propre ambassade de Moscou, portant le nom de code « Tryst »[65], ainsi qu'un autre à Pékin[47]. Au milieu des années 1990, un service appelé Special Projects Activity (SPA) et dépendant du Ministère de la Défense s'occupait de SIGINT clandestin[66].
- Canada : en 1972, la Direction des télécommunications du Conseil national de recherches (DTCNR) canadienne ouvrit un poste appelé « Stephanie » dans l'ambassade canadienne de Moscou avec du matériel fourni par la NSA[65]. L'ambassade canadienne de Pékin était également dotée d'un poste d'écoute en 1989[47].
- Australie : le Defence Signals Directorate (DSD) australien collecte également à partir de missions diplomatiques. Dans les années 1980, il a été fait état de l'installation de matériel d'interception appelé « Reprieve » dans le haut-commissariat de Port Moresby en Papouasie-Nouvelle-Guinée, ainsi que dans les établissements diplomatiques australiens de Hong Kong, Bangkok, Jakarta et Butterworth (Malaisie), Singapour et d'Indonésie. Ces opérations furent probablement motivées et soutenues par la NSA[67]. L'ambassade australienne de Pékin était dotée d'un poste d'écoute en 1989[47].
- République fédérale d'Allemagne : à la demande de la CIA, le Service fédéral de renseignement (Bundesnachrichtendienst ou BND) ouvrit un poste d'écoute dans l'ambassade allemande de Tripoli pour intercepter les communications du gouvernement libyen et des ambassades des pays du bloc communiste en janvier 1987[68].
- République démocratique allemande : la Hauptabteilung III (HA III, « direction principale III », spécialisée dans le renseignement d'origine électromagnétique) du Ministère de la Sécurité d'État opérait des sites d'interception depuis la mission permanente d'Allemagne de l’Est à Bonn et sa mission commerciale à Düsseldorf, et opérait également un site « illégal » (sans couverture diplomatique) par intermittence à Cologne. Elle aurait également mené des opérations d’écoute depuis les ambassades soviétique et syrienne de Bonn[69].
- URSS : Le KGB a également pratiqué ce genre d'activités. Son premier poste d'écoute dans une ambassade semble être celui créé en 1963 à Mexico, mais les plus productifs furent ceux installés aux États-Unis. Le KGB créa en 1966 un poste d'écoute à l'ambassade soviétique de Washington, suivi en 1967 d'un autre dans la mission diplomatique soviétique à l'ONU à New York. Ces postes permettaient d'intercepter de nombreuses communications non-cryptées de services gouvernementaux, ainsi que des messages diplomatiques d'autres pays et des communications de Radio Free Europe. Vers 1968 fut créé le 16e département de la première direction générale du KGB, qui outre ces postes d'écoutes clandestins, avait la charge de l'acquisition de codes étrangers et du recrutement d'agents travaillant dans les services de renseignement électronique étrangers. En 1970, Iouri Andropov approuva un plan pour installer des postes d'écoutes dans 15 rézidientouras[70]. Les services américains en furent rapidement conscients, et la NSA, dans un projet appelé Aquarium, mit sur écoute les postes d'écoutes soviétiques pour connaître leurs cibles[71] (ce programme aurait été arrêté sous l'administration Gerald Ford pour ne pas violer la vie privée des Américains[72]). Dès 1971, de nombreux circuits de communications militaires furent transférés dans des réseaux par câbles au lieu des micro-ondes. Au début des années 1970, les Soviétiques changèrent de cible pour viser les entreprises contractuelles de la Défense. Diverses solutions furent envisagées, jusqu'à ce que la présidence Carter privilégie le cryptage des communications[73]. En 1979, le KGB avait au moins 34 opérations d'écoute depuis des missions diplomatiques dans 27 pays[74]. Au début des années 1980, toutes les rézidientouras avaient un poste d'interception[75]. Un ouvrage occidental estimait qu'en 1991, l'URSS avait des postes d'écoute dans 145 établissements diplomatiques dans 82 pays[76].